# Sinead Jack-Kısal

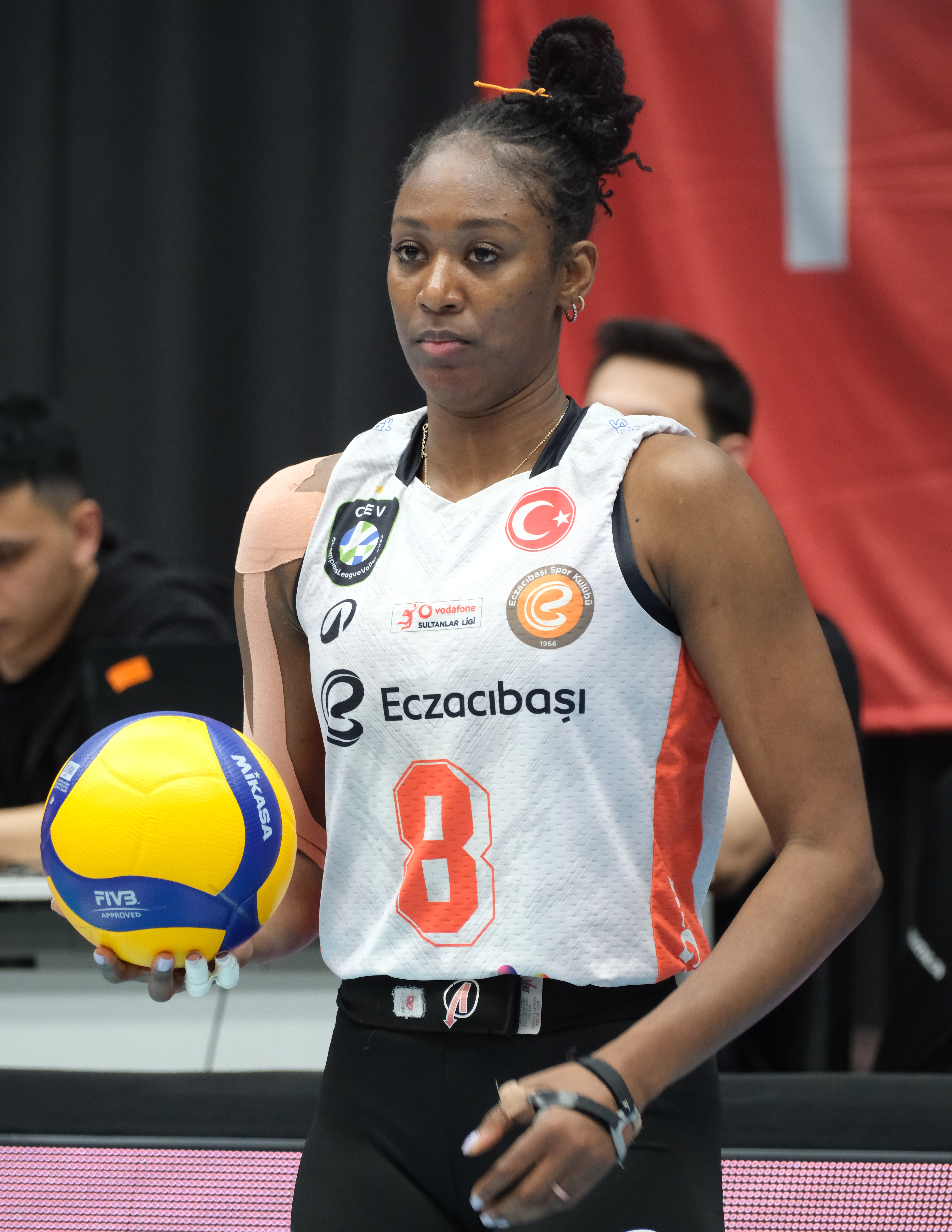
Sinead Jack-Kısal zawodniczką Eczacıbaşı Dynavit Stambuł w sezonie 2024/2025

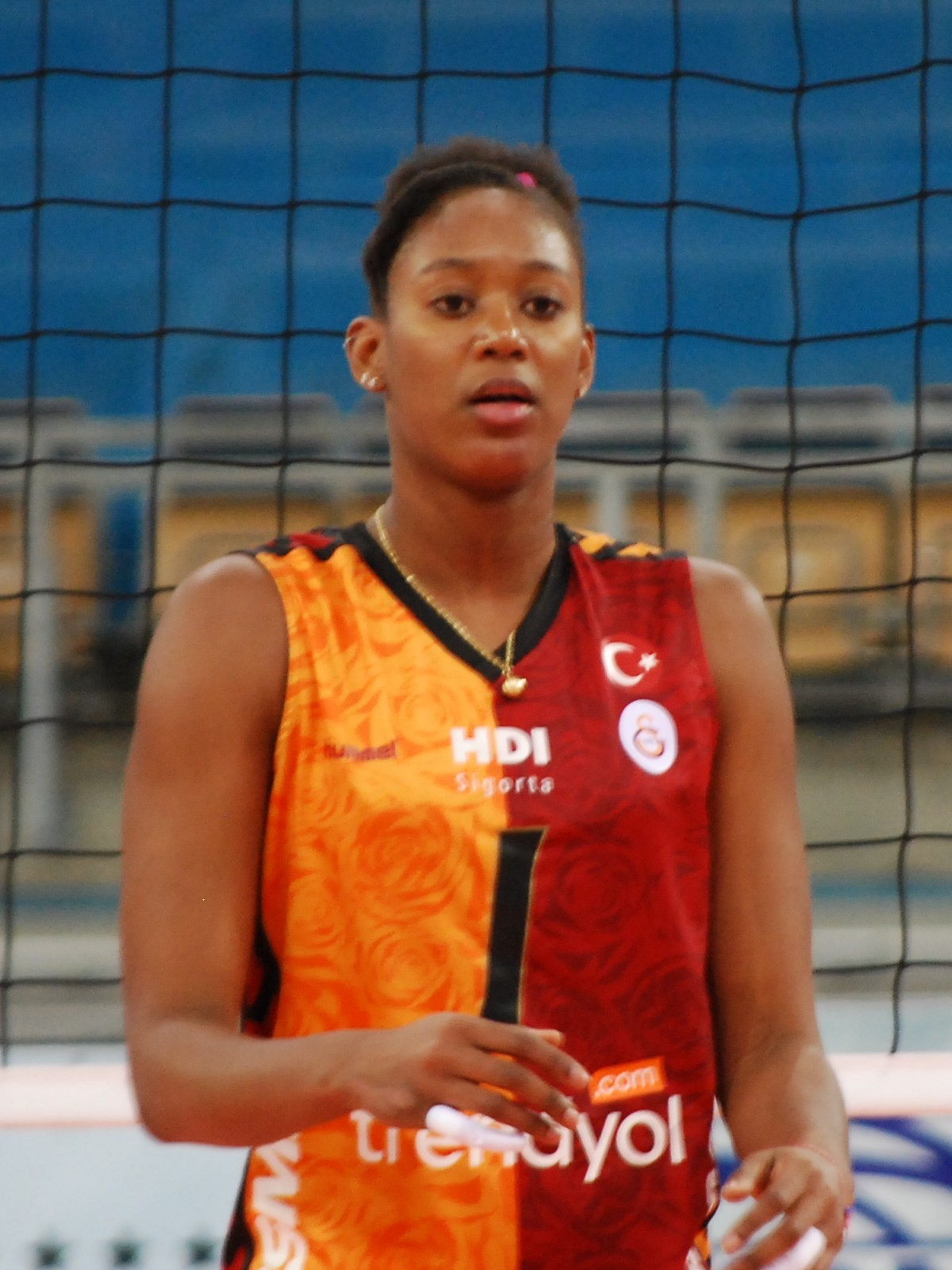
Sinead Jack-Kısal zawodniczką Galatasaray Stambuł w sezonie 2016/2017

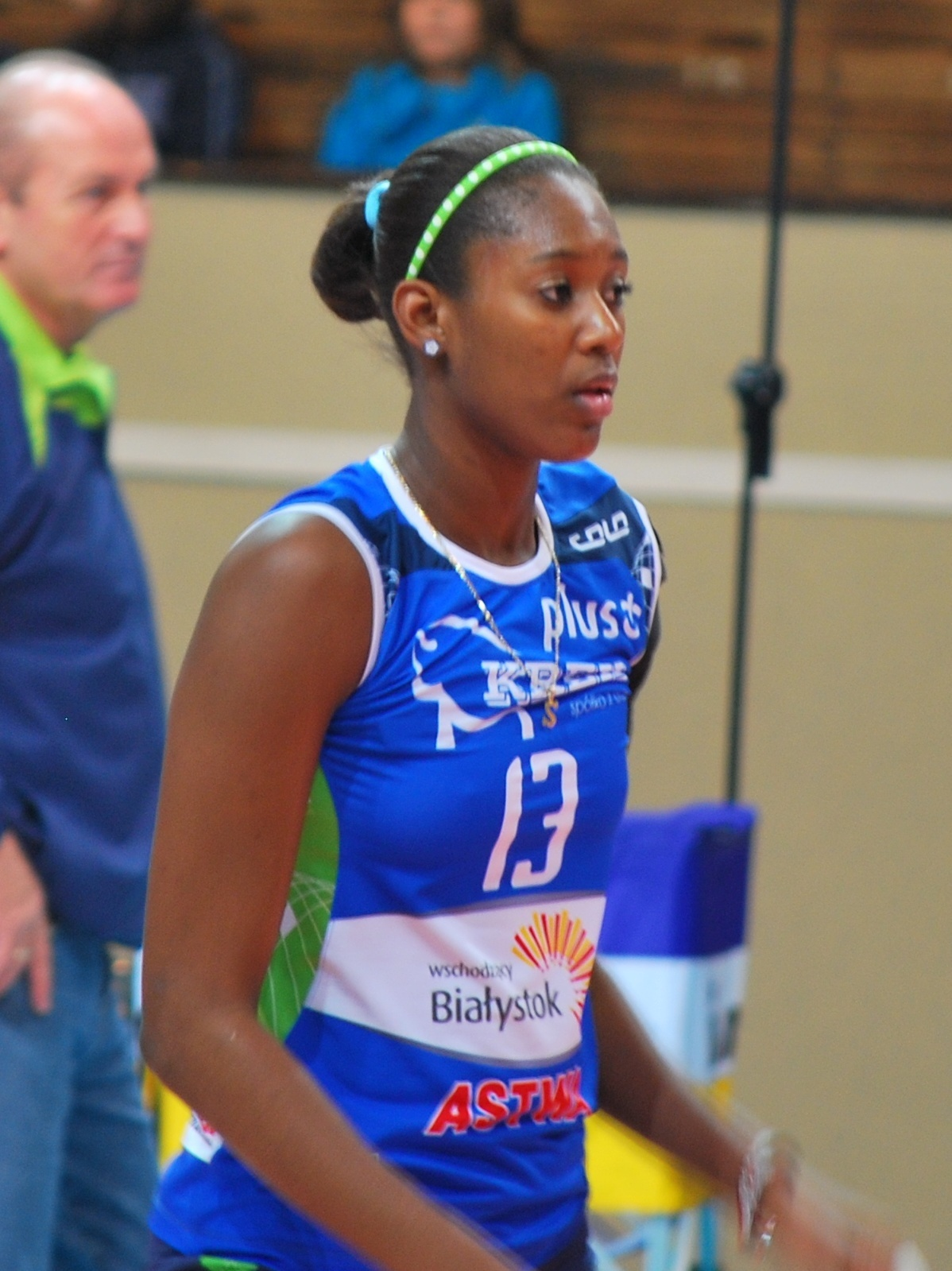
Sinead Jack-Kısal zawodniczką Pronaru AZS Białystok w sezonie 2010/2011

Sinead Chloe Jack-Kısal (ur. 8 listopada 1993 w San Fernando) – trynidadzko-tobagijska siatkarka. Reprezentantka kraju we wszystkich kategoriach wiekowych. 
Od sezonu 2010/2011 występowała w AZS-ie Białystok, z którym to klubem podpisała trzyletnią umowę. Po niecałych trzech latach występów umowę zerwała w grudniu 2012 roku. W marcu 2021 zawodniczka została dołączona do składu Chemika Police na zasadzie transferu medycznego po kontuzjach dwóch środkowych, opuściła zespół po zakończeniu sezonu 2020/2021 (w czerwcu 2021).
Jej mężem jest turecki siatkarz Murathan Kısal.
Pod koniec grudnia 2022 roku otrzymała obywatelstwo tureckie.
Od czerwca 2025 roku występuje w reprezentacji Turcji.

## Kariera klubowa
| Kariera juniorska | Kariera juniorska                 | Kariera juniorska                      | Kariera juniorska | Kariera juniorska | Kariera juniorska | Kariera juniorska | Kariera juniorska | Kariera juniorska | Kariera juniorska | Kariera juniorska |
| ----------------- | --------------------------------- | -------------------------------------- | ----------------- | ----------------- | ----------------- | ----------------- | ----------------- | ----------------- | ----------------- | ----------------- |
| Sezon             | Klub                              | Klub                                   |                   |                   |                   |                   |                   |                   |                   |                   |
| 2009/2010         | University of Trinidad and Tobago | University of Trinidad and Tobago      |                   |                   |                   |                   |                   |                   |                   |                   |
| Kariera seniorska |                                   |                                        |                   |                   |                   |                   |                   |                   |                   |                   |
| Sezon             | W klubie                          | Klub                                   |                   |                   |                   |                   |                   |                   |                   |                   |
| 2010/2011         |                                   | Pronar AZS Białystok                   |                   |                   |                   |                   |                   |                   |                   |                   |
| 2011/2012         |                                   | Pronar AZS Białystok                   |                   |                   |                   |                   |                   |                   |                   |                   |
| 2012/2013         | do 11.12.2012                     | Pronar AZS Białystok                   |                   |                   |                   |                   |                   |                   |                   |                   |
| 2013/2014         |                                   | Urałoczka Jekaterynburg                |                   |                   |                   |                   |                   |                   |                   |                   |
| 2014/2015         |                                   | Urałoczka Jekaterynburg                |                   |                   |                   |                   |                   |                   |                   |                   |
| 2015/2016         |                                   | Urałoczka Jekaterynburg                |                   |                   |                   |                   |                   |                   |                   |                   |
| 2016/2017         | Galatasaray Stambuł               |                                        |                   |                   |                   |                   |                   |                   |                   |                   |
| 2017/2018         | Galatasaray Stambuł               |                                        |                   |                   |                   |                   |                   |                   |                   |                   |
| 2018/2019         | Denso Airybees                    |                                        |                   |                   |                   |                   |                   |                   |                   |                   |
| 2019/2020         | Denso Airybees                    |                                        |                   |                   |                   |                   |                   |                   |                   |                   |
| 2020/2021         | do 03.2021                        | İlbank Ankara                          |                   |                   |                   |                   |                   |                   |                   |                   |
| 2020/2021         | od 17.03.2021                     | Grupa Azoty Chemik Police              |                   |                   |                   |                   |                   |                   |                   |                   |
| 2021/2022         |                                   | Megabox Ondulati Del Savio Vallefoglia |                   |                   |                   |                   |                   |                   |                   |                   |
| 2022/2023         | Eczacıbaşı Dynavit Stambuł        |                                        |                   |                   |                   |                   |                   |                   |                   |                   |
| 2023/2024         | Eczacıbaşı Dynavit Stambuł        |                                        |                   |                   |                   |                   |                   |                   |                   |                   |
| 2024/2025         | Eczacıbaşı Dynavit Stambuł        |                                        |                   |                   |                   |                   |                   |                   |                   |                   |
| 2025/2026         | Eczacıbaşı Dynavit Stambuł        |                                        |                   |                   |                   |                   |                   |                   |                   |                   |

## Sukcesy klubowe
Puchar CEV:
- 2014

Puchar Challenge:
- 2015

Liga rosyjska:
- 2016
- 2015

Liga turecka:
- 2017, 2023[10], 2024[11]
- 2025[12]

Liga polska:
- 2021

Klubowe Mistrzostwa Świata:
- 2023[13]
- 2022[14]

Liga Mistrzyń:
- 2023[15]

## Nagrody indywidualne
- 2013: Najlepsza blokująca Mistrzostw Ameryki Północnej, Środkowej i Karaibów
- 2017: Najlepsza środkowa Pucharu Panamerykańskiego